# Табук
Табук (араб. تبوك) є однією з 13 провінцій Саудівської Аравії, розташованою на північному заході країни біля Червоного моря й Акабської затоки.

## Історія
У Табукському еміраті, численні важливі археологічні місця, включно з Ель-Біда'а.
Можна простежити історію до 1500 до Р. Х. Край ототожнюють з біблійними Маданом й Деданом, які також згадуються у Корані. За Біблією, мешканці краю походять від Дедана, онука Хама, сина Ноя.

## Господарство
Табукський край вирощує й експортує квіти до Європи.